# Парламентские выборы в Эфиопии (1973)
Парламентские выборы 1973 года — выборы, проведённые в Эфиопии в период с 23 июня по 7 июля 1973 года для избрания всех 250 членов Палаты депутатов (125 членов верхней палаты, Сената, в то время назначались императором). Последние выборы, прошедшие в Эфиопской империи. Выборы прошли после роспуска парламента, избранного в 1969 году. Роспуску парламента предшествовало предложение императором Хайле Селассие I земельной реформы, включающей новую систему налогов на землю.
Поскольку согласно конституции 1955 года все политические партии были запрещены, на выборах были представлены только беспартийные кандидаты. Голосовать имели право все граждане Эфиопии старше 21 года. Общее число граждан с правом голоса составило около 7,3 млн, из них в голосовании приняло участие примерно 4 234 000. Наивысшая явка (около 66 %) была зафиксирована среди избирателей в возрасте от 25 до 35 лет.
Каждый избирательный округ, покрывающий население около 200 тыс. человек, представляли два депутата. Города с населением более 30 тыс. человек представляло по одному дополнительному кандидату, плюс ещё по одному на каждые 50 тыс. населения.
Всего в выборах участвовали 1500 кандидатов. Требования к ним включали эфиопское гражданство по рождению, возраст старше 25 лет и постоянное проживание в пределах округа, в котором баллотировался кандидат. Кроме того, кандидат должен был располагать недвижимостью стоимостью не менее 1000 быров и личным имуществом на сумму 2000 быров. 60 % избранных в результате депутатов оказались новичками в парламенте, поскольку многие из действующих кандидатов решили не участвовать в выборах или потерпели поражение. В целом наблюдалась тенденция поражения действующих сторонников земельной реформы и избрания её противников.
После выборов премьер-министром стал Энделькачев Маконнен. Депутаты были избраны на четырёхлетний срок, который, однако, оказался прерван свержением императора в 1974 году.